# Związek gmin Voralb
Związek gmin Voralb – związek gmin (niem. Gemeindeverwaltungsverband) w Niemczech, w kraju związkowym Badenia-Wirtembergia, w rejencji Stuttgart, w regionie Stuttgart, w powiecie Göppingen. Siedziba związku znajduje się w miejscowości Heiningen, przewodniczącym jego jest Norbert Aufrecht.
Związek zrzesza dwie gminy wiejskie:
- Eschenbach, 2 181 mieszkańców, 4,80 km²
- Heiningen, 5 285 mieszkańców, 12,46 km²